# Symplecta (Psiloconopa) bispinigera
Symplecta (Psiloconopa) bispinigera is een tweevleugelige uit de familie steltmuggen (Limoniidae). De soort komt voor in het Nearctisch gebied.